# Ровтарская группа диалектов

Карта распространения диалектов словенского языка
Ровтарская группа диалектов

Ровтарская гру́ппа диале́ктов (также ровтарская диалектная зона, ровтарские диалекты; словен. rovtarska narečna skupina, rovtarščina) — одна из семи основных диалектных групп словенского языка. Область распространения — западные районы Словении — к западу от Любляны и к востоку от итальянско-словенской границы. Включает шесть диалектов: толминский, церкнский, полянский и другие. Носители диалектов — представители субэтнической группы ровтарей.
Среди основных языковых признаков ровтарских диалектов отмечается распространение аканья.
На основе ровтарских диалектов в городе Шкофья Лока и его индустриальных окрестностях в настоящее время формируется региональный наддиалектный разговорный язык.

## Классификация
В состав ровтарской диалектной группы включают следующие диалекты и группы говоров:
- толминский диалект (tolminsko narečje):
  - бачские (башские) говоры (baško podnarečje);
- церкнский (церклянский) диалект (cerkljansko narečje);
- полянский диалект (poljansko narečje);
- шкофьелокский диалект (škofjeloško narečje);
- чрноврхский (чрновршский) диалект (črnovrško narečje);
- хорьюлский диалект (horjulsko narečje).

## Область распространения
Ареал ровтарских диалектов размещён на территории Западной Словении в бассейне рек Идрийца и Полянщица до верхнего течения реки Соча. Данный регион охватывает земли, расположенные к западу от столицы страны Любляны.
С запада и юга к области распространения ровтарских диалектов примыкает ареал словенских приморских диалектов, с юго-востока — ареал доленьских диалектов, с севера и востока — ареал гореньских диалектов.

## Диалектные особенности
Основные особенности ровтарских диалектов:
1. Наличие дифтонгов на месте носовых гласных: desí͡et «десять»; zú͡op < zǫb «зуб» (литер. словен. zob).
2. Развитие гласной i и дифтонга i͡ə на месте древней *ě: svít «мир»; li͡əta «лето, год».
3. Аканье типа baɣȁt «богатый»;
4. Переход плавного l̥ > ó͡u̯: tó͡u̯čt < *tl̥kti «толочь».
5. Развитие на месте палатализованных l’ и n’ сочетаний ɪ̯l, ɪ̯n и отвердевших l, n: pastejle «постель»; käjn «конь».
6. Случаи вторичной палатализации заднеязычных — k > č, g > j, x > š.
7. Изменение смычного взрывного g в согласный фрикативного образования ɣ.
8. Распространение конечного -n на месте -m.